# Miller County (Arkansas)
Miller County is een county in de Amerikaanse staat Arkansas.
De county heeft een landoppervlakte van 1.616 km² en telt 40.443 inwoners (volkstelling 2000). De hoofdplaats is Texarkana.